# Godzilla contra Gàinga
 Godzilla contra Gàinga  és una pel·lícula japonesa del director de cinema Jun Fukuda estrenada el 1972. Ha estat doblada al català.

## Argument
Dels extraterrestres, vinguts d'un sistema nebulós destruït, planifiquen la invasió del planeta Terra prenent com a cobertura un parc d'atraccions per a nens. En realitat, la torre Godzilla que han construït els serveix a controlar Gàinga i King Ghidorah que ho destrueixen tot al seu pas. Godzilla i el seu amic Anguirus intenten aturar els dos monstres de l'espai.